# Waddington (New York)
Waddington è un comune degli Stati Uniti d'America, situato nello stato di New York, nella contea di St. Lawrence.